# 7777 Consadole
7777 Consadole è un asteroide della fascia principale. Scoperto nel 1993, presenta un'orbita caratterizzata da un semiasse maggiore pari a 2,3186041 UA e da un'eccentricità di 0,1022340, inclinata di 4,03108° rispetto all'eclittica.
L'asteroide è dedicato all'omonima squadra di calcio della città giapponese di Sapporo.